# Teatre al detall
Teatre al detall és una companyia catalana de teatre professional creada l'any 2004 per l'actriu Txell Botey i l'actor Xavi Idàñez. La seva primera obra és Evidències, un espectacle basat en poemes de Jordi Cienfuegos i dirigit per Pepa Calvo que fa gira per tot Catalunya i és seleccionada a la X Mostra de Teatre de Barcelona (2007). El 2009 estrena el seu segon espectacle Contra el progrés, un obra d'Esteve Soler i Miralles, dirigida per Joan Maria Segura Bernadas i estrenada a la Sala Beckett de Barcelona el 5 de febrer de 2009 i l'anys següent fa temporada al Teatre Tantarantana. El seu tercer espectacle és un cabaret de poesía eròtica, El Jardí de les malícies, basat en el poemari de l'escriptor i poeta català Miquel Desclot i que s'estrena al Versus Teatre de Barcelona el gener de 2011.
L'any 2012 la comanyia estrena el seu primer espectacle familiar Llepafils al Jove Teatre Regina de Barcelona. L'espectacle, escrit pel dramaturg Jordi Palet i dirigit per Joan Maria Segura Bernadas, participa en La Mostra d'Igualada, torna a fer temporada al Teatre Poliorama i és programat a l'Almeria Teatre durant el Mini Grec 2013. L'any 2015 estrena l'obra L'Endrapasomnis al SAT! Teatre de Barcelona i l'any 2017 La nena dels pardals, ambdues també escrites per Jordi Palet i Puig i dirigides per Joan Maria Segura Bernadas i amb les composicions musicals i la música en directe del grup La Tresca i la Verdesca. Durant aquests anys tots els espectacles de la companyia Teatre al detall giren per pobles i ciutats de Catalunya.

## Espectacles
- Evidències (2004).[14]
- Contra el progrés (2009).[15]
- El Jardí de les Malícies (2011).[16]
- Llepafils (2012).[17]
- L'Endrapasomnis (2015).[18]
- La nena dels pardals (2017).[19][20]

## Premis
- 2007 Premis de la X Mostra de Teatre de Barcelona, Millor actriu a Txell Botey i Millor direcció a Pepa Calvo:[21] Evidències
- 2014 Premi de la Crítica Millor Espectacle Familiar: L'Endrapasomnis.[22]
- 2018 Premi de la Crítica Millor Espectacle Familiar: La nena dels pardas.[23]
- 2018 Premi del públic de La Mostra d'Igualada Millor espectacle familiar: La nena dels pardals.[24]
- 2018 Premi Enderrock de la crítica al Millor Disc per a públic infantil i familiar. La nena dels pardals de La Tresca i la verdesca[25]